# SC Geislingen
Sport-Club Geislingen 1900 e.V. é uma agremiação alemã, fundada a 31 de maio de 1900, sediada em Geislingen, no estado de Baden-Württemberg.

## História
Seu departamento de futebol se tornou independente a 1 de julho de 1911 e posteriormente assumiu o nome de Fußballverein Geislingen 1919. Nos anos anteriores e posteriores à Segunda Guerra Mundial, o Geislingen esteve perto do acesso à primeira divisão e segunda, mas não conseguiu avançar em três tentativas. Ao invés disso, alternou no terceiro e quarto nível até meados da década de 1990.
A maior revelação do clube é Jürgen Klinsmann, que passou quatro anos de sua carreira no SC Geislingen, de 1974 a 1978, antes de se juntar ao Stuttgarter Kickers.
Em 1933, o futebol alemão foi reorganizado em dezesseis divisões máximas de acordo com o regime nazista. No final da temporada 1936-1937, o SC participou da qualificação para a Gauliga Württemberg (I), mas não conseguiu avançar após terminar em quinto na sua chave. 
Após a guerra, as autoridades aliadas de ocupação dissolveram todas as associações incluindo as esportivas como parte do processo de desnazificação. O clube foi prontamente restabelecido em maio de 1946 como SC Geislingen e passou a fazer parte a Amateurliga Württemberg (III), em 1952, e, mais tarde, em 1960, a Amateurliga Nordwürttemberg. Após o primeiro lugar, em 1959, e um segundo na temporada seguinte, a equipe participou dos play-offs de promoção para a 2. Liga-Süd (II), mas capitulou novamente.
O SC lutou até os anos 1970 alternando entre a Amateurliga e Verbandsliga. Em meados dos anos 1980 o time já tinha se estabelecido como um time que lutava contra o descenso na Amateur Oberliga Baden-Württemberg (III), exceto, em 1986-1987 e 1991-1992, temporadas disputadas na Verbandsliga Württemberg (IV).
O time fez três aparições, 1982, 1985 e 1990 na DFB Pokal, a Copa da Alemanha. Sua melhor participação ocorreu, em 1985, quando derrotou o Hamburgo SV por 2 a 0, na rodada de abertura, e depois bateu o Kickers Offenbach por 4 a 2, antes de ser eliminado pelo Bayer Uerdingen, na época participante da segunda divisão, por 2 a 0. O Uerdingen venceria a taça ao bater na decisão o Bayern de Munique.
Em 1996, o Geislingen desistiu da disputa da Oberliga e ficou fora de duas temporadas da Verbandsliga, tendo ficado incapaz de alcançar resultados melhores desde então. Na temporada 2010-2011, o time se sagrou campeão da Bezirksliga Neckar/Fils (VIII).

## Títulos
- Verbandsliga Württemberg Campeão: 1987;
- Bezirksliga Neckar/Fils (VIII): Campeão: 2011;
- Vice-campeão: 1984, 1992;
- Württemberg Cup Campeão: 1984, 1989;

## Cronologia recente
A recente performance do clube:
| Temporada | Divisão                  | Módulo | Posição |
| 1999–2000 | Landesliga Württemberg   |        | 11°     |
| 2000–01   | Landesliga Württemberg   | 16° ↓  |         |
| 2001–02   | Bezirksliga Neckar/Fils  | 10°    |         |
| 2002–03   | Bezirksliga Neckar/Fils  | 1° ↑   |         |
| 2003–04   | Landesliga Württemberg 2 | VI     | 2°      |
| 2004–05   | Landesliga Württemberg 2 | VI     | 7°      |
| 2005–06   | Landesliga Württemberg 2 | VI     | 14° ↓   |
| 2006–07   | Bezirksliga Neckar/Fils  | VII    | 2°      |
| 2007–08   | Bezirksliga Neckar/Fils  | VII    | 3°      |
| 2008–09   | Bezirksliga Neckar/Fils  | VIII   | 3°      |
| 2009–10   | Bezirksliga Neckar/Fils  | VIII   | 6°      |
| 2010–11   | Bezirksliga Neckar/Fils  | VIII   | 1° ↑    |
| 2011–12   | Landesliga Württemberg 2 | VII    | 7°      |